# Frank Galan
Frank Galan, artiestennaam van Frank Leo Juul Van Molle (Lede, 19 december 1960), is een Belgisch zanger, componist, tekstschrijver en producer. Hij is de broer van televisiepresentator Herman Van Molle. Galan beheerst een vijftalig repertoire.

## Levensloop
Galan nam zijn eerste vinylplaatjes Angelina en El Verano y Tu op in 1990 en 1991. Hij werd bij een breder publiek bekend in 1994, toen hij tweede werd in de Soundmixshow, waar hij Julio Iglesias imiteerde met het liedje Quiéreme mucho. In 1995 bracht hij zijn Spaanstalige debuutalbum Pasiones uit in Nederland. Frank werd ook eerst ontdekt in Nederland en daarna pas in Vlaanderen. De Spaanstalige singles El bandido en Maria, Reina del Mar stonden gelijktijdig in de Nederlandse hitlijsten. In 1997 had Galan zijn eerste grote hit in Vlaanderen. Het nummer Door veel van mij te houden, een duet met Sandra Kim, stond 18 weken in de Ultratop 50 en bereikte daarin de eerste plaats gedurende 6 weken. In hetzelfde jaar verscheen het Spaanstalige album Pasiones ook in Duitsland en Oostenrijk.
In 2006 presenteerde hij samen met zijn broer Herman zes afleveringen van de quiz 1 jaar gratis op TV1.
Galan nam duetten op met Maria de Lourdes (Mexico), Dana Winner, Janet Mooney (UK), Sandra Kim, en zijn echtgenote Christel Galan. Hij is actief in België, Nederland, Duitsland en Oostenrijk, en sinds 2015 ook in Polen. In 2007 was hij op de Duitse tv-zenders te zien met het duet Immer, immer wieder met Dana Winner. Hij gaf meer dan 300 Duitse theaterconcerten, en zijn Duitstalige lied Ave Maria (een eigen compositie) stond in 2008 op de tweede plaats in de Duitse hitparade.
In 2010 verscheen zijn eerste Duitstalige album Ich kenn' all deine heimlichen Träume. Het daaropvolgende tweede Duitstalige album Träume im Wind verscheen in 2012.
In 2015 bracht hij een Spaanstalige versie van Tom Jones' wereldhit Delilah uit. Tom Jones gaf zijn goedkeuring voor het wereldwijd uitbrengen van de Spaanse en Duitse versie van Galan, waarvoor Galan zelf beide teksten schreef.
In 2016 bracht hij Un sentimental uit van Julio Iglesias en En chantant van Michel Sardou. In 2017 verscheen een latino versie van Blue Spanish eyes..
Hij is getrouwd en heeft drie kinderen.
Frank Galan stond in 2020 30 jaar op de planken. Dit jubileumjaar zal in 2022 plaatsvinden. Dit werd uitgesteld  vanwege het corona-virus. In  2021 verschijnt een volledig Spaans jubileumalbum met de 30 beste Spaanse songs van Frank Galan.
In de zomer van 2022 verscheen een eigen compositie met als titel "Tu y Yo" - een volledig Spaanstalige uitvoering met een vernieuwde sound.
In 2023 neemt Frank Galan deel aan de Spaanse variant van "Got Talent". Hij werd geselecteerd voor "Spain Got Talent" als Julio Iglesias.

## Discografie

### Albums
| Album met eventuele hitnotering(en) in de Nederlandse Album Top 100 | Datum van verschijnen | Datum van binnenkomst | Hoogste positie | Aantal weken | Opmerkingen |
| ------------------------------------------------------------------- | --------------------- | --------------------- | --------------- | ------------ | ----------- |
| Pasiones                                                            | 1996                  | 07-09-1996            | 14              | 26           |             |
| Emoties                                                             | 1996                  | 18-01-1997            | 71              | 12           |             |
| Alegria                                                             | 1997                  | 01-11-1997            | 64              | 5            |             |
| Temperament / Fiesta de amor                                        | 2006                  | 11-02-2006            | 96              | 1            |             |

| Album met hitnotering(en) in de Vlaamse Ultratop 200 albums | Datum van verschijnen | Datum van binnenkomst | Hoogste positie | Aantal weken | Opmerkingen    |
| ----------------------------------------------------------- | --------------------- | --------------------- | --------------- | ------------ | -------------- |
| Pasiones                                                    | 1996                  | 26-10-1996            | 12              | 18           |                |
| Onvergetelijk                                               | 1997                  | 24-05-1997            | 9               | 16           | met Sandra Kim |
| Promesas                                                    | 2001                  | 13-10-2001            | 7               | 9            |                |
| Caricias                                                    | 2003                  | 17-05-2003            | 14              | 6            |                |
| Temperament / Fiesta de amor                                | 2006                  | 25-02-2006            | 39              | 9            |                |
| Mooier dan woorden                                          | 14-02-2012            | 25-02-2012            | 5               | 27           |                |
| Träume im wind                                              | 2012                  | 22-09-2012            | 194             | 1            |                |
| Mijn ode aan Julio                                          | 2012                  | 27-10-2012            | 5               | 23           |                |
| Spaanse klassiekers                                         | 2013                  | 10-08-2013            | 5               | 23           |                |

### Singles
| Single met eventuele hitnotering(en) in de Nederlandse Top 40 | Datum van verschijnen | Datum van binnenkomst | Hoogste positie | Aantal weken | Opmerkingen                                  |
| ------------------------------------------------------------- | --------------------- | --------------------- | --------------- | ------------ | -------------------------------------------- |
| El bandido                                                    | 1995                  | 08-06-1996            | 19              | 7            | Nr. 17 in de Single Top 100                  |
| Maria, reina del mar / Stille waters                          | 1996                  | 20-07-1996            | 25              | 7            | Nr. 14 in de Single Top 100                  |
| Adelante al amor                                              | 1996                  | 12-10-1996            | tip12           | -            |                                              |
| Door veel van mij te houden                                   | 1997                  | 08-03-1997            | 30              | 3            | met Sandra Kim / Nr. 51 in de Single Top 100 |
| Volver / Bij jou                                              | 1998                  | -                     |                 |              | Nr. 94 in de Single Top 100                  |
| Tu                                                            | 1998                  | -                     |                 |              | Nr. 98 in de Single Top 100                  |
| Vagabundo                                                     | 1998                  | 25-07-1998            | tip11           | -            | Nr. 79 in de Single Top 100                  |

| Single met hitnotering(en) in de Vlaamse Ultratop 50 | Datum van verschijnen | Datum van binnenkomst | Hoogste positie | Aantal weken | Opmerkingen                                                            |
| ---------------------------------------------------- | --------------------- | --------------------- | --------------- | ------------ | ---------------------------------------------------------------------- |
| El bandido                                           | 1995                  | 04-11-1995            | 19              | 7            |                                                                        |
| Maria, reina del mar / Stille waters                 | 1996                  | 28-09-1996            | 28              | 6            | Nr. 3 in de Radio 2 Top 30                                             |
| Door veel van mij te houden                          | 1997                  | 15-02-1997            | 3               | 18           | met Sandra Kim / Nr. 3 in de Radio 2 Top 30 Nr. 1 in de Vlaamse Top 10 |
| Mijn lieveling                                       | 1997                  | 02-08-1997            | 47              | 2            | met Sandra Kim / Nr. 7 in de Vlaamse Top 10                            |
| Ik mis je zo                                         | 1997                  | 27-09-1997            | 50              | 1            |                                                                        |
| Tu                                                   | 1998                  | 11-04-1998            | 38              | 3            |                                                                        |
| Never never never                                    | 2001                  | 08-09-2001            | 13              | 11           | met Dana Winner / Nr. 8 in de Radio 2 Top 30                           |
| Ik zie tranen in jouw ogen                           | 25-11-2011            | 10-12-2001            | tip62           | -            | Nr. 6 in de Vlaamse Top 10                                             |
| Gigi l'amoroso                                       | 16-04-2012            | 28-04-2012            | tip37           | -            | Nr. 4 in de Vlaamse Top 10                                             |
| Land van mijn dromen                                 | 2012                  | 22-09-2012            | tip29           | -            | Nr. 7 in de Vlaamse Top 10                                             |
| Blijf bij mij                                        | 2013                  | 26-01-2013            | tip67           | -            |                                                                        |
| Taka takata                                          | 2013                  | 20-07-2013            | tip32           | -            | Nr. 5 in de Vlaamse Top 10                                             |
| Waarom kwam jij in m'n leven                         | 2013                  | 20-09-2013            | tip15           | -            | Nr. 4 in de Vlaamse Top 10                                             |
| Hey                                                  | 2014                  | 01-03-2014            | tip64           | -            |                                                                        |
| Delilah (Vlaamse versie)                             | 2015                  | 28-02-2015            | tip18           | -            | Nr. 10 in de Vlaamse Top 50                                            |
| Cheerio                                              | 2015                  | 11-07-2015            | tip45           | -            | Nr. 28 in de Vlaamse Top 50                                            |
| Jij bent er maar éénmaal voor mij                    | 2016                  | 05-03-2016            | tip             | -            | met Christel Galan / Nr. 36 in de Vlaamse Top 50                       |
| Op reis naar de zomer                                | 2016                  | 11-06-2016            | tip45           | -            | Nr. 28 in de Vlaamse Top 50                                            |
| Heel mijn wereld dat ben jij                         | 2017                  | 03-06-2017            | tip             | -            | met Christel Galan                                                     |
| Paloma                                               | 2019                  | 20-07-2019            | tip             | -            | met Daniel López / Nr. 27 in de Vlaamse Top 50                         |